# Carnegiella schereri
Carnegiella schereri es una especie de peces de la familia Gasteropelecidae en el orden de los Characiformes.

## Morfología
Los machos pueden llegar alcanzar los 2,6 cm de longitud total.

## Hábitat
Es un pez de agua dulce y de clima tropical.

## Distribución geográfica
Se encuentran en Sudamérica:  cuenca del río Amazonas en Perú y Brasil.